# Pachycheles holosericus
Pachycheles holosericus är en kräftdjursart som beskrevs av Schmitt 1921. Pachycheles holosericus ingår i släktet Pachycheles och familjen porslinskrabbor. Inga underarter finns listade i Catalogue of Life.